# Delivered Ex Ship
Delivered Ex Ship eller DES är en incoterm inom logistik.
Delivered Ex Ship betyder att godset anses levererat när godset finns till köparens förfogande på skeppet, inte importklarerat på angiven lossningshamn. Säljaren bär alla risker och kostnader för att föra godset till lossningshamnen före avlastning. DES kan endast användas för sjötrafik eller transportmedel i lossningshamnen. 
Transportdokumentet övergår när godset finns för avlastning på skeppet i angiven lossningshamn. Transportrisken övergår när godset finns för avlastning på skeppet i angiven lossningshamn. Kostnaden för godstransporten övergår när godset finns för avlastning på skeppet i angiven lossningshamn.
Termen utgick 1 januari 2011 i och med nya riktlinjer och ersattes då av DAP (Delivered at Place) eller DAT (Delivered at Terminal)